# 嘉村健士
嘉村健士（日语：／ Kamura Takeshi，1990年2月14日—），日本男子羽毛球运动员，前日本國家羽毛球隊（A隊）成員。佐賀縣出生，畢業於唐津市立第一中学校、熊本県立八代東高及早稻田大学，2012年起加入Tonami運輸株式會社，隸屬於本社的輸送部，並為該社的羽毛球隊成員兼副主將，隊員編號10號。2022年3月31日退出Tonami運輸，正式從選手身分退役，轉往YONEX羽球部擔任教練。

## 簡歷

### 2010年-2012年 国际赛及大獎賽首冠
2010年6月，嘉村健士與米元小春出战俄羅斯羽毛球大獎賽，在混双準决赛以1比2（21-18、15-21、14-21）不敌赛会头号种子、东道主的亚历山大·尼科拉恩科/瓦莱里亚·索罗金娜。
2011年3月，嘉村健士與米元小春出战紐西蘭羽毛球國際挑戰賽，在混双决赛以0比2（14-21、13-21）不敌新加坡的丹尼·巴瓦·克里斯南塔/梁语嫣，赢得亚军。同年4月，他分别與錢谷翔以及米元小春出戰大阪國際挑戰賽，在男双準决赛以0比2（17-21、12-21）不敌队友的黑瀨尊敏/園田啟悟；而混双决赛以2比0（21-18、21-7）击败了队友的川口佳介/小椋しのぶ，赢得得冠軍，這亦是他首個國際職業賽冠軍。同年，他開始與園田啟悟合作男雙，並在11月舉行的馬來西亞國際挑戰賽，在男双决赛以2比0（21-13、21-17）战胜了赛会6号种子、中華台北的陳中仁/林彥睿，这也是俩人首次贏得冠軍。
2012年4月，嘉村健士分别與園田啟悟以及米元小春出战大阪羽毛球國際挑戰賽，在男双决赛以2比1（21-17、21-23、21-18）击退了赛会6号种子、印尼的吉德翁·马库斯·费尔纳尔迪/阿格里皮纳·普里玛·罗曼托·普特拉，赢得冠军；而混双决赛以0比2（15-21、19-21）不敌赛会2号种子、印尼的里基·维迪安托/普斯皮达·里奇·蒂莉，赢得亚军。同年7月，他分别与園田啟悟以及米元小春出战加拿大羽毛球大獎賽，在男双决赛以2比1（12-21、21-16、21-19）击败了赛会4号种子、队友的佐伯祐行/垰畑亮太，赢得冠军；而混双决赛以0比2（14-21、16-21）不敌队友的垰畑亮太/高橋禮華，赢得亚军。同年9月，他与米元小春出战日本羽毛球超級賽，在混双準决赛以0比2（19-21、13-21）不敌赛会头号种子、马来西亚强档的陈炳顺/吳柳螢。同年11月，他分别与園田啟悟以及米元小春出战蘇格蘭羽毛球國際賽，在男双决赛以2比1（16-21、21-11、21-17）力克赛会6号种子、队友的佐伯祐行/垰畑亮太，赢得冠军；而混双準决赛以1比2（22-24、21-11、10-21）不敌荷兰强档的鲁德·博世/塞莱娜·皮克。

### 2013年-2015年 黃金大獎賽首冠
2013年2月，嘉村健士与園田啟悟出战奧地利羽毛球國際挑戰賽，在男双决赛以1比2（18-21、21-15、18-21）不敌赛会6号种子、队友的佐伯祐行/垰畑亮太，赢得亚军。同年6月，他与米元小春出战泰國羽毛球黃金大獎賽，在混双準决赛以0比2（8-21、16-21）不敌赛会4号种子、印尼的里基·维迪安托/普斯皮达·里奇·蒂莉。同年7月，他与園田啟悟出战美國羽毛球黃金大獎賽，在男双决赛以2比0（21-16、27-25）不敌赛会7号种子、中華台北的梁睿緯/廖冠皓，赢得冠军。
2014年2月，嘉村健士与園田啟悟出战德國羽毛球黃金大獎賽，在男双决赛以2比1（21-19、14-21、21-14）击败了赛会头号种子、队友的遠藤大由/早川賢一，赢得冠军。同年11月，他与園田啟悟出战香港羽毛球超級賽，在男双準决赛以1比2（21-18、13-21、14-21）不敌赛会6号种子、中国的刘小龙/邱子瀚。
2015年6月，嘉村健士与園田啟悟出战美國羽毛球黃金大獎賽，在男双準决赛以0比2（17-21、17-21）不敌印度的马奴·阿特里/苏密特·雷迪。同年10月，他与園田啟悟出战碧特博格羽毛球黃金大獎賽，在男双準决赛以1比2（16-21、21-16、17-21）不敌赛会头号种子、丹麦强档的马德斯·康拉德-彼德森/马德斯·皮勒尔·科尔丁。

### 2016年-2017年 超级赛首冠及世锦赛季军
2016年1月， 嘉村健士与園田啟悟出战馬來西亞羽毛球大師賽，在男双準决赛以0比2（7-21、17-21）不敌印尼强档的马库斯·费尔纳尔迪·吉德翁/凯文·桑加亚·苏卡穆约。同年4月，他与園田啟悟出战中國羽毛球大師賽。在男双準决赛以1比2（21-15、10-21、17-21）不敌赛会3号种子、韩国强档的金基正/金沙朗。同期4月，他参加中国湖北省武汉市举办的亞洲羽毛球錦標賽，与搭档的園田啟悟在男双準决赛以0比2（17-21、18-21）不敌赛会头号种子、世界第一的李龍大/柳延星，赢得季军。同年9月，他与園田啟悟出战日本羽毛球超級賽，在男双準决赛以1比2（21-17、15-21、18-21）不敌赛会7号种子、韩国强档的金基正/高成炫。同期11月，他与園田啟悟出战香港羽毛球超級賽，在男双决赛以2比0（21-19、21-19）击败了赛会4号种子、丹麦强档的玛蒂亚斯·鲍伊/卡斯腾·摩根森，赢得冠军。同年12月，他与園田啟悟出战世界羽聯超級系列賽總決賽，在小组赛的阶段分别击败了两队印尼的安加·普拉塔玛/里奇·卡兰达·苏华迪和马库斯·费尔纳尔迪·吉德翁/凯文·桑加亚·苏卡穆约，唯一只输给了丹麦的马德斯·康拉德-彼德森/马德斯·皮勒尔·科尔丁，以小组第二出线；在準決賽，再次面对丹麦的马德斯·康拉德-彼德森/马德斯·皮勒尔·科尔丁，直落两局以2比0（21-17、21-19）横扫对手，在决赛硬碰奥运亚军、马来西亚的吳蔚昇/陳蔚強，完全处于下风以0比2（14-21、19-21）不敌对手，赢得总决赛亚军。
2017年4月，嘉村健士与園田啟悟出战馬來西亞羽毛球首要超級賽，在男双準决赛以0比2（16-21、13-21）不敌赛会4号种子、世界第一的马库斯·费尔纳尔迪·吉德翁/凯文·桑加亚·苏卡穆约。同年6月，他与園田啟悟出战澳洲羽毛球超級賽，在男双决赛以2比0（21-17、21-19）击败了跨国组合的（印尼：亨德拉·塞蒂亚万/马来西亚：陳文宏），赢得冠军。同年8月，他參加苏格兰格拉斯哥舉行的世界羽毛球錦標賽，他和園田啟悟出戰男子双打項目。他與園田啟悟以4號種子身分出戰，故在首圈輪空；在次圈兩人以2比1（19-21、21-15、21-9）淘汰了德國的马克·拉姆斯富斯 /马文·埃米尔·塞德尔。在第三圈，激战三局以2-1 （21-18、22-24、21-15）力克赛会9號種子印度尼西亚的次號男雙安加·普拉塔玛/里奇·卡兰达·苏华迪。在八强较量中，表现强势以2-0 （21-13、23-21）横扫丹麦的次號男雙马德斯·康拉德-彼德森/马德斯·皮勒尔·科尔丁。在準決賽中，面对印度尼西亚新老组合的穆罕默德·阿赫桑/利安·阿刚·萨普特拉，最终以0-2 （12-21、15-21）输掉比赛，无缘闯入决赛。同年9月，他与園田啟悟出战韓國羽毛球超級賽，在男双準决赛以1比2（18-21、21-17、16-21）不敌赛会2号种子、印尼强档的马库斯·费尔纳尔迪·吉德翁/凯文·桑加亚·苏卡穆约。

### 2018年 马来西亚赛、泰国公开赛夺冠及世锦赛夺亚
2018年6月，嘉村健士与園田啟悟出战馬來西亞羽球公開賽，在男双决赛以2比0（21-8、21-10）横扫队友的遠藤大由/渡邊勇大，赢得冠军。同年7月，他与園田啟悟出战泰國羽毛球公開賽，在男双决赛以2比0（21-17、21-19）击败了队友的遠藤大由/渡邊勇大，赢得冠军。同年7月，他与搭档園田啟悟出战泰國羽毛球公開賽，在男双决赛以2比0（21-17、21-19）击败了队友的遠藤大由/渡邊勇大，赢得超級500賽男双冠军。同期7月，他参加中国江苏省南京市举办的世界羽毛球錦標賽，他和園田啟悟以赛会5号种子出战男子雙打，俩人在第一圈輪空；在第二圈苦战三局以2比1（21-12、18-21、21-16）力克泰国强档的提恩·伊斯里亞內特/基迪薩·南達什；在第三圈以2比0（21-17、21-16）横扫赛会9号种子、印尼强档的法賈·阿爾弗蘭/M·R·阿利安托；在半準決賽以2比0（21-19、21-18）击退了赛会头号种子、夺冠热门的M·F·吉德翁/K·S·蘇卡穆約；在準決賽以2比0（21-17、21-10）拿下赛会14号种子、中華台北强档的陳宏麟/王齊麟，在决赛以0比2（12-21、19-21）不敌赛会4号种子、中国的李俊慧/刘雨辰，赢得世锦赛男双亚军。同年8月，他代表日本参加印尼雅加達举办的亞洲運動會，助国家队赢得男子團體铜牌。同年10月，他与搭档園田啟悟出战丹麥羽毛球公開賽，在男双决赛以0比2（15-21、16-21）不敌赛会头号种子、世界第一的马库斯·费尔纳尔迪·吉德翁/凯文·桑加亚·苏卡穆约，赢得亚军。同年11月，他与搭档園田啟悟出战香港羽毛球公開賽，在男双决赛以0比2（13-21、12-21）不敌赛会头号种子、世界第一的马库斯·费尔纳尔迪·吉德翁/凯文·桑加亚·苏卡穆约，赢得亚军。

### 2019年
2019年2月，嘉村健士与園田啟悟出战德國羽毛球公開賽，在男双决赛以1比2（21-15、11-21、12-21）不敌赛会2号种子、队友的遠藤大由/渡邊勇大，赢得亚军。同年3月，他与搭档園田啟悟出战全英羽毛球公開賽，在男双準决赛以0比2（19-21、16-21）不敌赛会6号种子、世锦赛冠军的穆罕默德·阿赫桑/亨德拉·塞蒂亚万。同年4月，他与搭档園田啟悟出战馬來西亞羽毛球公開賽，在男双决赛以0比2（12-21、17-21）不敌赛会2号种子、中国的李俊慧/刘雨辰，赢得亚军。同期4月，他与搭档園田啟悟出战新加坡羽毛球公開賽，在男双决赛以2比1（21-13、19-21、21-17）击败了赛会4号种子、世锦赛冠军的穆罕默德·阿赫桑/亨德拉·塞蒂亞萬，赢得超級500賽男双冠军。同样4月，他参加中国湖北省武汉市举办的亞洲羽毛球錦標賽，他和園田啟悟以赛会3号种子在首圈以2比0（21-12、21-17）轻取中国香港的鍾瀚霖/譚進希；在次圈以2比0（21-16、21-18）击败了马来西亚强档的阿里夫阿都拉迪夫/N·M·A·阿尤布；在八强以2比1（21-12、18-21、21-19）击败了中国的何濟霆/谭强；在四强奋战三局以1比2（21-15、17-21、15-21）不敌赛会头号种子、世界第一的马库斯·费尔纳尔迪·吉德翁/凯文·桑加亚·苏卡穆约，最终与韩国的姜敏赫/金元昊并列季军。同4月份，他与搭档園田啟悟出战紐西蘭羽毛球公開賽，在男双準决赛以0比2（12-21、21-23）不敌赛会3号种子、队友的遠藤大由/渡邊勇大。同年5月，他代表日本参加中国广西壮族自治区南宁市举办的蘇迪曼盃，助国家队赢得混团亚军。

### 2021年 參戰2020東京奧運、步入婚姻、退出日本國家代表隊
2021年7月，與園田啟悟出战2020年東京奧運羽球男子雙打比賽，以C組第二名晉級八強賽，於八強賽不敵印尼組合亨德拉·塞蒂亞萬/穆罕默德·阿赫桑止步八強。同年8月8日，於社群平台宣布已在今年4月26日與前富山電視台主播岡部里香登記結婚。
2021年9月8日，宣布即日起退出日本國家代表隊，之後會全心致力於所屬社的國內賽事。

### 2022年 任職於YONEX教練一職
2022年4月1日，宣布加入YONEX並擔任羽球部教練。

## 主要比賽成績
只列出曾進入準決賽的國際賽事成績：
| 年份   | 賽事                     | 公開賽級別 | 項目     | 拍檔     | 成績   |
| ------ | ------------------------ | ---------- | -------- | -------- | ------ |
| 2009年 | 越南羽毛球國際挑戰賽     | 國際挑戰賽 | 男子雙打 | 上田拓馬 | 冠軍   |
| 2010年 | 俄羅斯羽毛球大獎賽       | 大獎賽     | 混合雙打 | 米元小春 | 準決賽 |
| 2011年 | 紐西蘭羽毛球國際挑戰賽   | 國際挑戰賽 | 混合雙打 | 米元小春 | 亞軍   |
| 2011年 | 大阪羽毛球國際挑戰賽     | 國際挑戰賽 | 男子雙打 | 錢谷翔   | 準決賽 |
| 2011年 | 大阪羽毛球國際挑戰賽     | 國際挑戰賽 | 混合雙打 | 米元小春 | 冠軍   |
| 2011年 | 馬來西亞羽毛球國際挑戰賽 | 國際挑戰賽 | 男子雙打 | 園田啟悟 | 冠軍   |
| 2012年 | 大阪羽毛球國際挑戰賽     | 國際挑戰賽 | 男子雙打 | 園田啟悟 | 冠軍   |
| 2012年 | 大阪羽毛球國際挑戰賽     | 國際挑戰賽 | 混合雙打 | 米元小春 | 亞軍   |
| 2012年 | 加拿大羽毛球大獎賽       | 大獎賽     | 男子雙打 | 園田啟悟 | 冠軍   |
| 2012年 | 加拿大羽毛球大獎賽       | 大獎賽     | 混合雙打 | 米元小春 | 亞軍   |
| 2012年 | 日本羽毛球超級賽         | 超級賽     | 混合雙打 | 米元小春 | 準決賽 |
| 2012年 | 蘇格蘭羽毛球國際賽       | 國際挑戰賽 | 男子雙打 | 園田啟悟 | 冠軍   |
| 2012年 | 蘇格蘭羽毛球國際賽       | 國際挑戰賽 | 混合雙打 | 米元小春 | 準決賽 |
| 2013年 | 奧地利羽毛球國際挑戰賽   | 國際挑戰賽 | 男子雙打 | 園田啟悟 | 亞軍   |
| 2013年 | 泰國羽毛球黃金大獎賽     | 黃金大獎賽 | 混合雙打 | 米元小春 | 準決賽 |
| 2013年 | 美國羽毛球黃金大獎賽     | 黃金大獎賽 | 男子雙打 | 園田啟悟 | 冠軍   |
| 2014年 | 德國羽毛球黃金大獎賽     | 黃金大獎賽 | 男子雙打 | 園田啟悟 | 冠軍   |
| 2014年 | 湯姆斯盃                 | 其他       | 男子團體 | －       | 冠軍   |
| 2014年 | 香港羽毛球超級賽         | 超級賽     | 男子雙打 | 園田啟悟 | 準決賽 |
| 2015年 | 美國羽毛球黃金大獎賽     | 黃金大獎賽 | 男子雙打 | 園田啟悟 | 準決賽 |
| 2015年 | 碧特博格羽毛球黃金大獎賽 | 黃金大獎賽 | 男子雙打 | 園田啟悟 | 準決賽 |
| 2016年 | 馬來西亞羽毛球大師賽     | 黃金大獎賽 | 男子雙打 | 園田啟悟 | 準決賽 |
| 2016年 | 亞洲羽毛球團體錦標賽     | 其他       | 男子團體 | －       | 亞軍   |
| 2016年 | 新加坡羽毛球超級賽       | 超級賽     | 男子雙打 | 園田啟悟 | 亞軍   |
| 2016年 | 中國羽毛球大師賽         | 黃金大獎賽 | 男子雙打 | 園田啟悟 | 準決賽 |
| 2016年 | 亞洲羽毛球錦標賽         | 其他       | 男子雙打 | 園田啟悟 | 季軍   |
| 2016年 | 日本羽毛球超級賽         | 超級賽     | 男子雙打 | 園田啟悟 | 準決賽 |
| 2016年 | 香港羽毛球超級賽         | 超級賽     | 男子雙打 | 園田啟悟 | 冠軍   |
| 2016年 | 世界羽聯超級系列賽總決賽 | 首要超級賽 | 男子雙打 | 園田啟悟 | 亞軍   |
| 2017年 | 亞洲羽毛球混合團體錦標賽 | 其他       | 混合團體 | －       | 冠軍   |
| 2017年 | 馬來西亞羽毛球首要超級賽 | 首要超級賽 | 男子雙打 | 園田啟悟 | 準決賽 |
| 2017年 | 亞洲羽毛球錦標賽         | 其他       | 男子雙打 | 園田啟悟 | 季軍   |
| 2017年 | 蘇迪曼盃                 | 其他       | 混合團體 | －       | 季軍   |
| 2017年 | 澳洲羽毛球超級賽         | 超級賽     | 男子雙打 | 園田啟悟 | 冠軍   |
| 2017年 | 世界羽毛球錦標賽         | 其他       | 男子雙打 | 園田啟悟 | 季軍   |
| 2017年 | 韓國羽毛球超級賽         | 超級賽     | 男子雙打 | 園田啟悟 | 準決賽 |
| 2017年 | 世界羽聯超級系列賽總決賽 | 首要超級賽 | 男子雙打 | 園田啟悟 | 準決賽 |
| 2018年 | 亞洲羽毛球錦標賽         | 其他       | 男子雙打 | 園田啟悟 | 亞軍   |
| 2018年 | 湯姆斯盃                 | 其他       | 男子團體 | －       | 亞軍   |
| 2018年 | 馬來西亞羽球公開賽       | 超級750賽  | 男子雙打 | 園田啟悟 | 冠軍   |
| 2018年 | 泰國羽毛球公開賽         | 超級500賽  | 男子雙打 | 園田啟悟 | 冠軍   |
| 2018年 | 世界羽毛球錦標賽         | 其他       | 男子雙打 | 園田啟悟 | 亞軍   |
| 2018年 | 亞洲運動會羽毛球比賽     | 其他       | 男子團體 | －       | 銅牌   |
| 2018年 | 丹麥羽毛球公開賽         | 超級750賽  | 男子雙打 | 園田啟悟 | 亞軍   |
| 2018年 | 香港羽毛球公開賽         | 超級500賽  | 男子雙打 | 園田啟悟 | 亞軍   |
| 2019年 | 德國羽毛球公開賽         | 超級300賽  | 男子雙打 | 園田啟悟 | 亞軍   |
| 2019年 | 全英羽毛球公開賽         | 超級1000賽 | 男子雙打 | 園田啟悟 | 準決賽 |
| 2019年 | 馬來西亞羽毛球公開賽     | 超級750賽  | 男子雙打 | 園田啟悟 | 亞軍   |
| 2019年 | 新加坡羽毛球公開賽       | 超級500賽  | 男子雙打 | 園田啟悟 | 冠軍   |
| 2019年 | 亞洲羽毛球錦標賽         | 其他       | 男子雙打 | 園田啟悟 | 季軍   |
| 2019年 | 紐西蘭羽毛球公開賽       | 超級300賽  | 男子雙打 | 園田啟悟 | 準決賽 |
| 2019年 | 蘇迪曼盃                 | 其他       | 混合團體 | －       | 亞軍   |
| 2019年 | 澳洲羽毛球公開賽         | 超級300賽  | 男子雙打 | 園田啟悟 | 亞軍   |
| 2019年 | 日本羽毛球公開賽         | 超級750賽  | 男子雙打 | 園田啟悟 | 準決賽 |
| 2019年 | 韓國羽毛球公開賽         | 超級500賽  | 男子雙打 | 園田啟悟 | 亞軍   |
| 2019年 | 丹麥羽毛球公開賽         | 超級750賽  | 男子雙打 | 園田啟悟 | 準決賽 |
| 2019年 | 中國福州羽毛球公開賽     | 超級750賽  | 男子雙打 | 園田啟悟 | 亞軍   |
| 2021年 | 全英羽毛球公開賽         | 超級1000賽 | 男子雙打 | 園田啟悟 | 亞軍   |

| 2007-2017年 | 首要超級賽 | 超級賽 | 黃金大獎賽 | 大獎賽 | 國際挑戰賽 | 國際系列賽 | 未來系列賽 | 其他 |

| 2018-2026年 | 總決賽 | 超級1000賽 | 超級750賽 | 超級500賽 | 超級300賽 | 超級100賽 | 國際挑戰賽 | 國際系列賽 | 未來系列賽 | 其他 |

### 世界冠軍頭銜
嘉村健士在羽毛球生涯中共奪得1項羽毛球世界冠軍頭銜。
| 賽事     | 奪冠次數 | 年份               |
| -------- | -------- | ------------------ |
| 湯姆斯盃 | 1        | 2014年（男子團體） |
| 總計     | 1        |                    |

### 奧運會和世錦賽參賽紀錄
|          | 搭檔     | 2014 | 2015 | 2016 | 2017 | 2018 | 2019 | 2020 |
| -------- | -------- | ---- | ---- | ---- | ---- | ---- | ---- | ---- |
| 男子雙打 | 園田啟悟 | 16強 | 16強 | －   | 季軍 | 亞軍 | 8強  | 8強  |

## 主要对賽记录
嘉村健士與主要對手的對賽成績如下（只列出對賽五次或以上對手，截至2017年10月5日）：
男雙 - 園田啟悟
| 對手              | 對賽次數 | 對賽結果 | 對賽結果 | 總計 |
| 對手              | 對賽次數 | 勝       | 負       | 總計 |
| ----------------- | -------- | -------- | -------- | ---- |
| 佐伯祐行 垰畑亮太 | 6        | 5        | 1        | +4   |
| 總計              | 6        | 5        | 1        | +4   |

| 對手                                          | 對賽次數 | 對賽結果 | 對賽結果 | 總計 |
| 對手                                          | 對賽次數 | 勝       | 負       | 總計 |
| --------------------------------------------- | -------- | -------- | -------- | ---- |
| 金沙朗 金基正                                 | 9        | 3        | 6        | -3   |
| 马德斯·皮勒尔·科尔丁 马德斯·康拉德-彼德森     | 8        | 4        | 4        | 0    |
| 里奇·卡兰达·苏华迪 安加·普拉塔玛              | 7        | 2        | 5        | -3   |
| 高成炫 申白喆                                 | 7        | 3        | 4        | -1   |
| 金·阿斯特鲁普 安德斯·斯考劳普·拉斯姆森        | 6        | 4        | 2        | +2   |
| 吳蔚昇 陳蔚強                                 | 6        | 4        | 2        | +2   |
| 卡斯腾·摩根森 玛蒂亚斯·鲍伊                   | 6        | 2        | 4        | -2   |
| 柴飚 洪炜                                     | 5        | 5        | 0        | +5   |
| 李龍大 柳延星                                 | 5        | 0        | 5        | -5   |
| 凯文·桑加亚·苏卡穆约 马库斯·费尔纳尔迪·吉德翁 | 5        | 2        | 3        | -1   |
| 其他選手                                      | 244      | 157      | 87       | +70  |
| 總計                                          | 250      | 162      | 88       | +74  |